# José Francisco Morejón de León y Aguilar Tablada
José Francisco Morejón de León y Aguilar Tablada nació en el año 1788 en la Villa de Santa María de la Nueva Valladolid de Comayagua en el Virreinato de Nueva España, Capitanía General de Guatemala, provincia de Honduras. Y falleció en España el 30 de marzo de 1868.
Diputado de las Cortes de Cádiz por la provincia de Honduras que llegó a ser ministro del Tribunal Supremo de España.

## Datos Personales

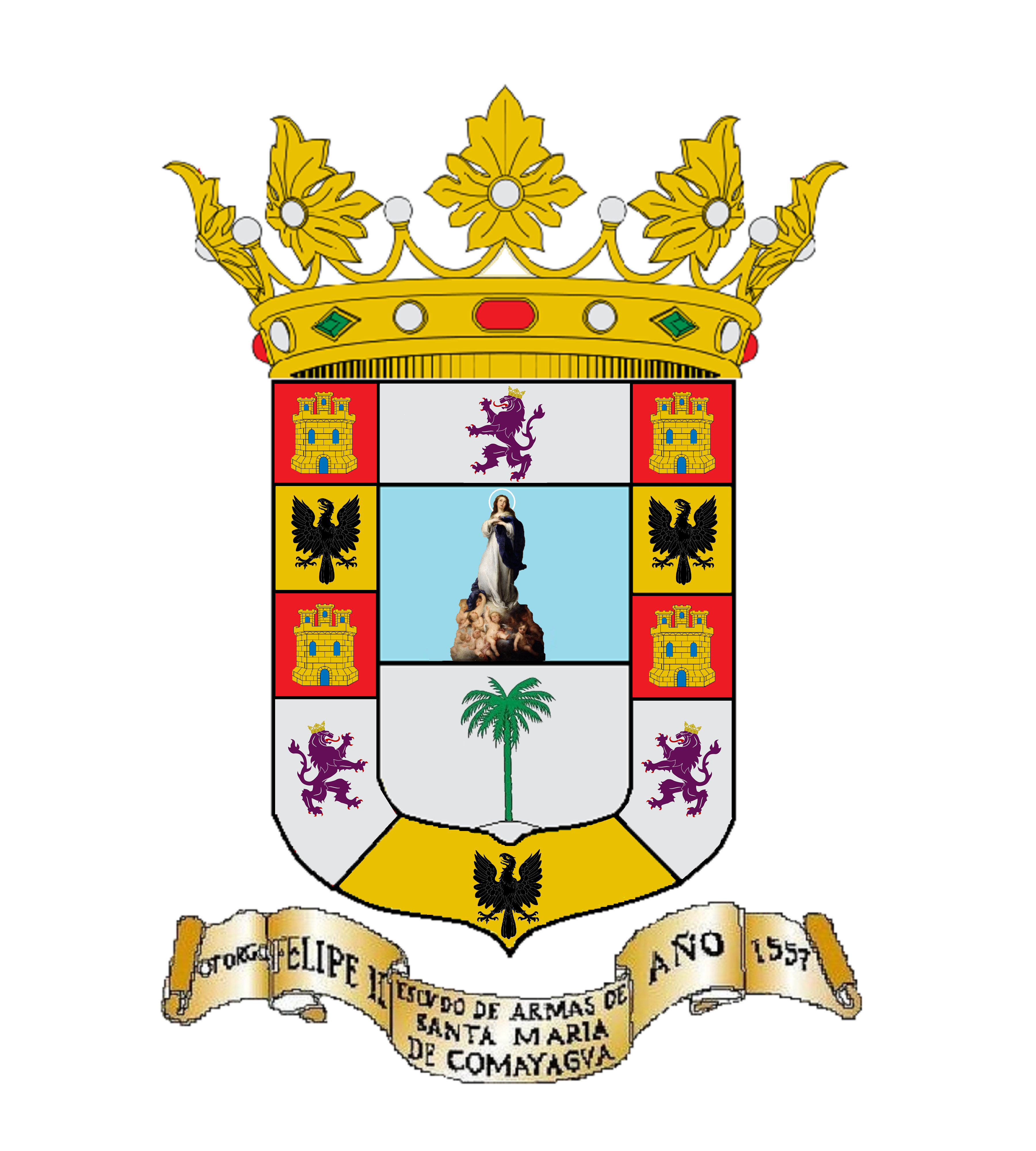
Escudo de la Villa de Santa María de la Nueva Valladolid de Comayagua.

Hijo mayor de una familia noble asentada en Honduras, su padre fue Don Antonio Morejón de León quién fue Sub-Delegado de Tierras, Teniente General de Gobernador y Comandante militar de toda la Provincia de Honduras y su madre Doña María Orosia de Aguilar Tablada, de la insigne familia de Capitanes de Marina originarios de Córdoba, emparentados por esta línea con el comandante Agustín Aguilar Tablada y de Toro y con el Capitán Jacinto María Aguilar Tablada y Vélez de Guevara.  
Creció en una hacienda en el lado occidental de la ciudad de Comayagua, junto a su hermana María Josefa Casimira Morejón de León y Aguilar Tablada, quien contrajo matrimonio con Juan Nepomuceno Cacho Gómez que fue gobernador interino de la Provincia de Honduras durante el gobierno de Ramón de Anguiano y Belorado y firmante del acta de Independencia el 28 de septiembre de 1821 en Comayagua y la declaración de anexión al Imperio Mexicano al mismo tiempo, era natural de Santander, Cantabria, también notablemente participó como Arquitecto en la construcción de la Iglesia de Santa María de los Dolores en Tegucigalpa, de su matrimonio resultó un hijo llamado José María Quintín Onofre Cacho Morejón. 
La familia de José Francisco Morejón gozaba de un buen estatus y solvencia económica, como lo reflejan sus viajes entre Comayagua y Guatemala, su excelente educación y dedicación a ésta, sumado al hecho que sin mayor contra tiempo produjo los fondos y vestimenta necesaria para su viaje a la Península. Posiblemente su familia poseía minas en las cercanías de Comayagua.También se tiene conocimiento de un documento donde Antonio Morejón expresa poseer un Molino a media Legua de Comayagua, además de un sitio llamado "Taular" donde criaba ganado, y que compró las tierras circundantes a esa propiedad de un total de 9 "Caballerías" a un precio de 20 "Tostones" por caballería mostrando que era una familia acomodada y con grandes propiedades en Comayagua. Además, que el Sr. Antonio Morejón había realizado un préstamo de 3,000 pesos a la Real Hacienda de Comayagua. 
A lo largo de su vida recibió varios reconocimientos, pero de éstos los más notables son sus condecoraciones como caballero de La Real y Muy Distinguida Orden de Carlos III por la "Virtud y el Merito" y como caballero de la extinta Orden de Hermanos Hospitalarios de San Juan de Jerusalén en 1845, hoy conocida como la Orden de Malta.
 

Se casó con Angela Maria Baltasara Ezpeleta Enrile de familia noble Navarra, hija de Juan Joseph Manuel Ignacio Timoteo de Espeleta y Galdeano noble, militar y político español que fungió como Virrey de Nueva Granada y de Navarra. De su matrimonio se conoce el nombre de un hijo que se llamó José Morejón Ezpeleta y se sabe por su carta de jubilacíon que tuvo una hija a la que se le desconoce el nombre. Más información debe ser obtenida con respecto a los nombres de sus hijos.

Medallas de la Orden se Orden de Hermanos Hospitalarios de San Juan de Jerusalén y Medalla de la Real y Muy Distinguida Orden de Carlos III respectivamente.
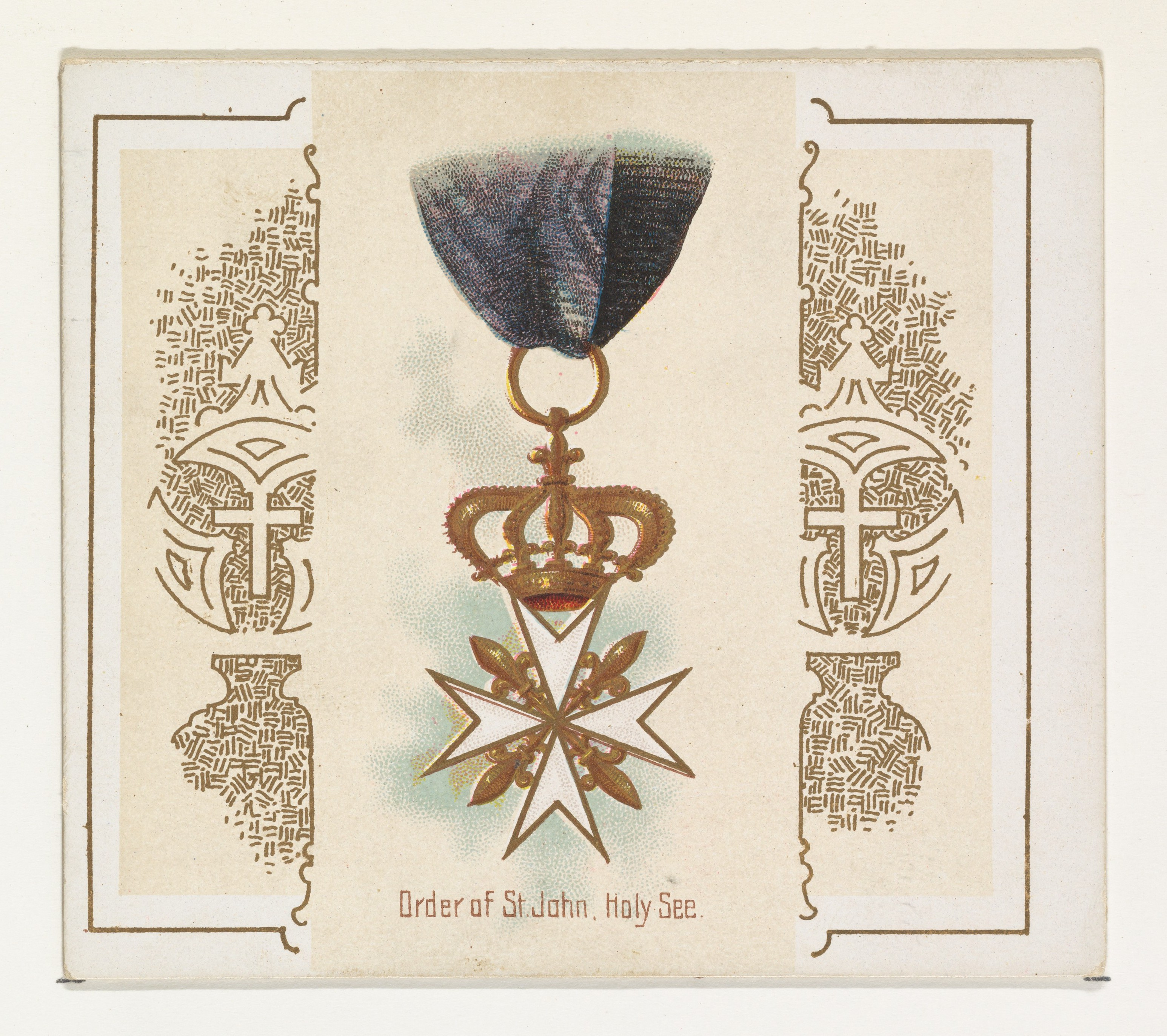
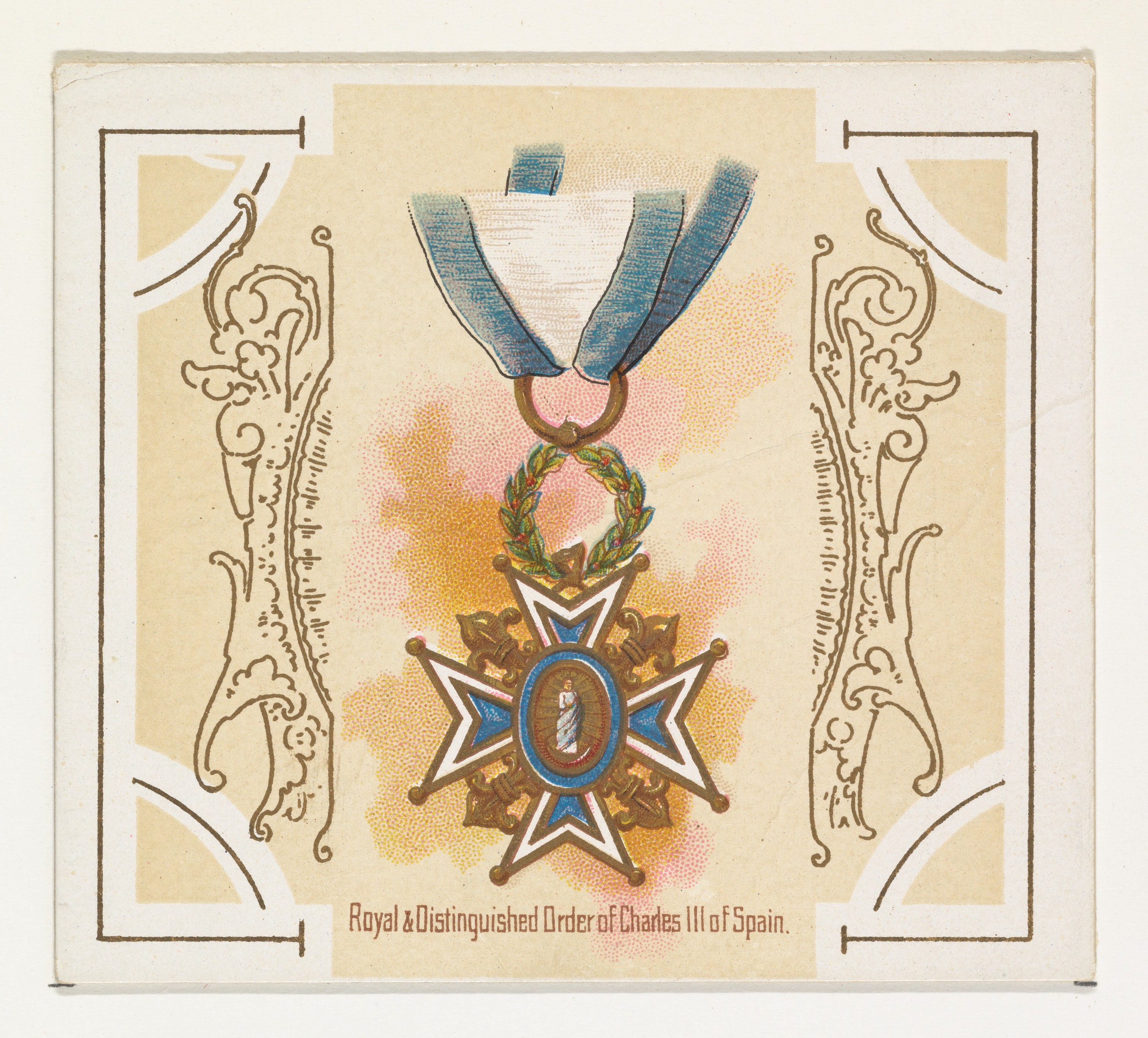

## Carrera Profesional

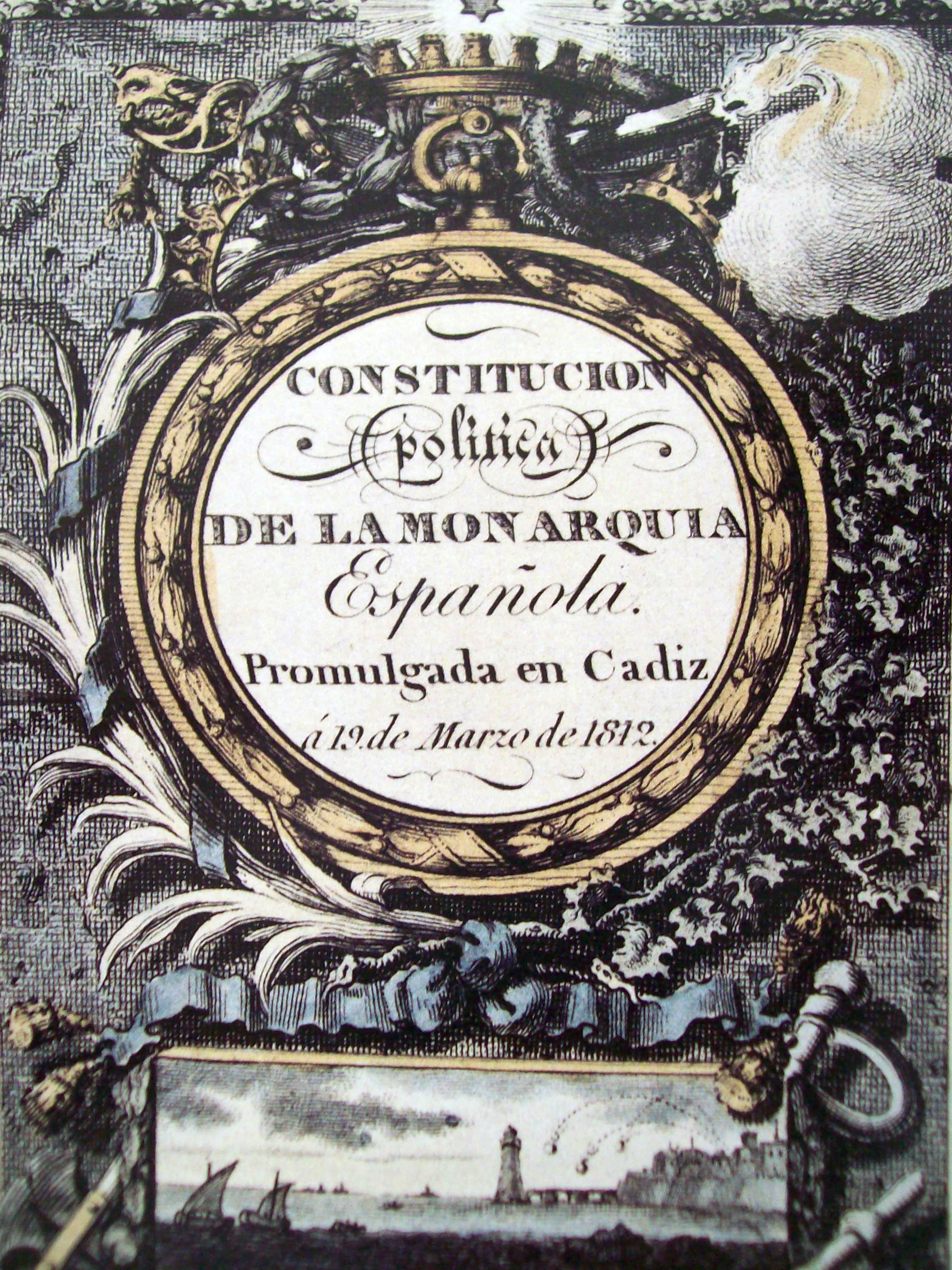
Portada original de la Constitución de 1812, donde se puede apreciar la ciudad de Cádiz sometida al asedio de los franceses.

### Estudios e Inicios formales
José Francisco Morejón de León y Aguilar Tablada fue un abogado, graduado de la Universidad de San Carlos de Borromeo de Guatemala, donde también se desempeñó como Bibliotecario, realizó un bachiller en Filosofía del que se graduó en 1806 y sacó una segunda carrera, siendo ésta el bachillerato en Cánones y Leyes del que no se pudo graduar propiamente hasta el 11 de diciembre de 1809 debido a que su padre cayó enfermo y tuvo que regresar a Comayagua a atender los asuntos familiares en el año de 1807.
“En el expediente consta que el joven Morejón había cursado un año de las materias correspondiente en el Colegio Tridentino de Comayagua, cuyos certificados fueron válidos y reconocidos para proseguir estas disciplinas hasta lograr la Licenciatura en Leyes”.
Cabe destacar que poseía un excelente nivel en idioma y gramática de la lengua Latina por lo que aprovechó para llevar otras materias de estudio en la Universidad. 

### Elecciones para la Diputación Provincial ante las Cortes de Cádiz
Para 1809 los hechos acaecidos en la península como la abdicación de Carlos IV y el supuesto cautiverio de Fernando VII en Francia a manos de Napoleón Bonaparte ya tenían incidencia en la "América Española"; La Junta Suprema Central de Sevilla proclama el derecho a representación o retroversión en tiempos de crisis a cada una de las Juntas formadas a lo largo y ancho del Imperio, previstas por ley castellana antigua que se basaba en las Siete Partidas de Alfonso X, donde se establecía que el propósito de la creación de las Juntas es dotar al pueblo de un estado sólido de Gobierno en caso de que el rey o la cabeza de tal gobierno se ausentase por cualquier razón en situaciones de emergencia mayor.
Es así que, ante tal trascendental noticia, cada reino, capitanía, Audiencia, entre otros del Virreino de la Nueva España y demás Virreinatos buscan al mejor candidato para tan honrosa posición, en sus respectivas jurisdicciones, ésta persona sería quien les dará una voz directa ante la autoridad máxima del Reino, siendo en este caso la Junta Suprema Central de Sevilla, bastión español en su lucha contra la ocupación francesa. En lo referente a nuestro personaje nos centraremos en como este proceso se lleva a cabo en la Capitanía General del Reino de Guatemala, el cual sigue un proceso de sorteo por eliminación con el que finalmente el presidente del Reino escogería al Vocal ante la Junta Suprema entre los candidatos de Guatemala, San Salvador, León, Ciudad Real, Comayagua, Cartago, Quetzaltenango, Sonsonate, San Miguel, San Vicente, Santa Ana, Granada, Nicaragua, Nueva Segovia y Tegucigalpa, resultando electo en esa instancia Don Manuel Pavón Muñoz. 
Sin embargo, la elección de don Manuel Pavón Muñoz quedaría aplazada, ya que para el 31 de enero de 1810 la Junta Suprema enlazando a las demás juntas peninsulares crea por decreto del 29 de enero el Consejo de Regencia que sobrescribe todos los poderes de la Junta Suprema y pasa a representar la autoridad del monarca confiada en sus fieles consejeros. El Consejo de Regencia funcionando dentro de la Junta Suprema cambia el mecanismo de representación a uno aún más popular, estableciendo que deberá elegirse un diputado por cada capital de provincia, el cual deberá llevar los temas pertinentes y de interés de cada Ayuntamiento para estos discutirse en las Cortes.

Mapa de la Nación Española según Las Cortes de Cádiz.

Es así que el 19 de junio de 1810 se realizan las elecciones de los diputados en la ciudad de Comayagua para la provincia de Honduras, ya era pertinente seleccionar a quien iba a acompañar por parte de la provincia de Honduras a los diputados del resto de provincias de la Capitanía de Guatemala hacia Cádiz, donde estaba sobreviviendo el último reducto de la resistencia contra los Franceses. Se propusieron tres candidatos, el presbítero y catedrático Don José María Fiallos, el provisor Don José María San Martín, y al abogado José Francisco Morejón. En esta elección resultando electo Don José María Fiallos, quién había sido propuesto por los habitantes de Comayagua pero que en realidad no estaba interesado en tal puesto, aludiendo además al hecho que el había nacido en España y por tanto no podía siquiera ocupar tal cargo, razón por la que declinó de inmediato tal nombramiento; Dados estos hechos, se volvió a realizar la elección del futuro diputado, esta vez concluyendo en favor de Don José Francisco Morejón el 22 de junio de 1810. Pero fue hasta el 7 de julio de 1811 que prestó juramento y tomó posesión del cargo cuatro días después. Fue así nombrado apenas a sus 21 años de edad.
Las Cortes fueron proclamadas en Guatemala el 24 de diciembre de 1810 y el consulado de Guatemala las juró el 21 de diciembre de ese mismo año. La Constitución de Cádiz fue totalmente aprobada el 13 de enero de 1812, pero se promulgó el 19 de marzo de ese mismo año. Es entonces que los diputados de las provincias de la Capitanía General del Reino de Guatemala firmaron su subscripción a ésta, con las firmas de: Don Antonio Larrazábal, por Guatemala; Don Florencio Castillo, por Nicaragua y Costa Rica; Don José Ignacio Ávila, por San Salvador; Don Francisco Morejón, por Honduras; don Manuel de Llano, por Chiapas.
Al llegar a Cádiz, el Sr. Morejón se alojó  en la calle de la Aduana, barrio del Rosario número 16, donde sobre llevó la pandemia de fiebre amarilla que estaba azotando a Cádiz en ese momento.

### Desarrollo en las Cortes
José Francisco Morejón llega a las cortes de Cádiz con once proposiciones a ser discutidas en las Cortes a pedido del pueblo Comayagüense:
- La Primera, era la restitución del control de los puertos de Trujillo y Omoa a la jurisdicción de Comayagua, ya que desde 1782 habían sido separados de la autoridad de Comayagua para ser puestos a disposición directamente del Capitán General de Guatemala en el Reino de Guatemala. "Primera: Los puertos de Trujillo y Omoa, colocados entre los límites de la provincia de Honduras, queden sujetos, como lo estaban antes, en lo político y militar, al gobernador intendente de la misma."
  - Este caso fue ampliamente discutido, se argumentó acerca de las varias fallas de comunicación que sufrían estos puertos con el capitán general, se habló de casos anteriores donde por desorden administrativo Guatemala nombró una junta residente en el puerto de Trujillo en 1803. Y se habló de un conflicto entre el presidente de la Audiencia de Guatemala Miguel González Saravia y Colarte, con el Intendente de Comayagua que pretendía administrar independientemente toda la costa de los Misquitos pero tal pretensión no fue aprobada por el Rey Carlos IV en 1806, ya que el presidente Saravia había creado un sistema de inversión de Guatemala hacia estos dos puertos que suponía un del ahorro de 154,000 pesos fuertes anuales. Sin embargo, el diputado Morejón logró destacar que la administración actual no era del todo competente debido a que mandaban informes amañados al Capitán General y que estos nunca podían ser verificados con certeza ya que el capitán general no se daba abasto y no podía ir a visitar todas las ciudades y puertos a su cargo como le correspondía, en especial debido a la distancia que es de 160 Leguas aproximadamente hasta Omoa y 200 Leguas aproximadamente hasta Trujillo, mientras que Comayagua está a alrededor de 40 Leguas de Omoa y a alrededor de 50 Leguas de Trujillo y que esto mejoraría la comunicación con tales puertos dejándole saber a la corona cuál sería la inversión necesaria real para las necesidades de éstos puertos. Además que este cambio incrementará la capacidad de resguardar los territorios en cuestión, ya que recientemente se habían establecido colonias de negros caribes (Garifunas) en la costa hondureña que tenían comunicación con los Zambos de habla inglesa, quienes se identificaban como enemigos de los "Indios" de los territorios españoles; Así con este nuevo control se podría apaciguar a tales poblaciones extranjeras más eficientemente e integrarlas a la sociedad española de Honduras reduciendo también el contrabando inglés en la región. Los argumentos fueron bien vistos, pero se dejó a merced del Presidente de la Audiencia de Guatemala determinar si al final tal arreglo sería favorable en vista de los argumentos de la diputación provincial y del Ayuntamiento de Comayagua, para que si fuese tal cambio favorable se efectúe de inmediato y si no lo fuese que se remita el expediente a la Regencia para que se dé otro dictamen y se remita a las Cortes.
- La Segunda, es referente al establecimiento de un Real Tribunal de Minería en la capital de la Provincia de Honduras debido a la riqueza mineral de ésta y pide que se realicen los estudios necesarios y las auditorias correspondientes para mejorar el funcionamiento del tribunal, además que esto se aplique en todas las provincias del Imperio. "Segunda: Se establecerá un tribunal de minería en la capital de la provincia de Comayagua."
  - Esta petición fue aprobada sin mayor problema ya que la Ordenanza de Nueva España debía aplicarse para todos los territorios del Virreino que contasen con considerable riqueza mineral, y se estimó mandar a que se oiga a los mineros locales y que estos junto con la diputación provincial determinen la mejor ubicación para el Tribunal.
- En la Tercera y Cuarta, se proponen mecanismos de elección para designar a los miembros del Tribunal de Minería de Honduras. "Tercera: Este tribunal se compondrá de un presidente administrador general, y un director general, y dos diputados generales, mineros todos de conocida inteligencia y probidad. Cuarta: Sus funciones serán las mismas concedidas por la ordenanza de 22 de mayo de 1783 al tribunal de Nueva España."
  - La comisión y la Regencia rechazan esta propuesta, pues estiman que no hay motivo para alterar lo que ya prevén las Ordenanzas en los artículos 1, 2, y 3 y demás artículos del Capítulo I de las Ordenanzas.Aprobación de la Constitución de 1812 por las Cortes de Cádiz, en una obra de Salvador Viniegra conservada en el Museo de las Cortes de Cádiz.

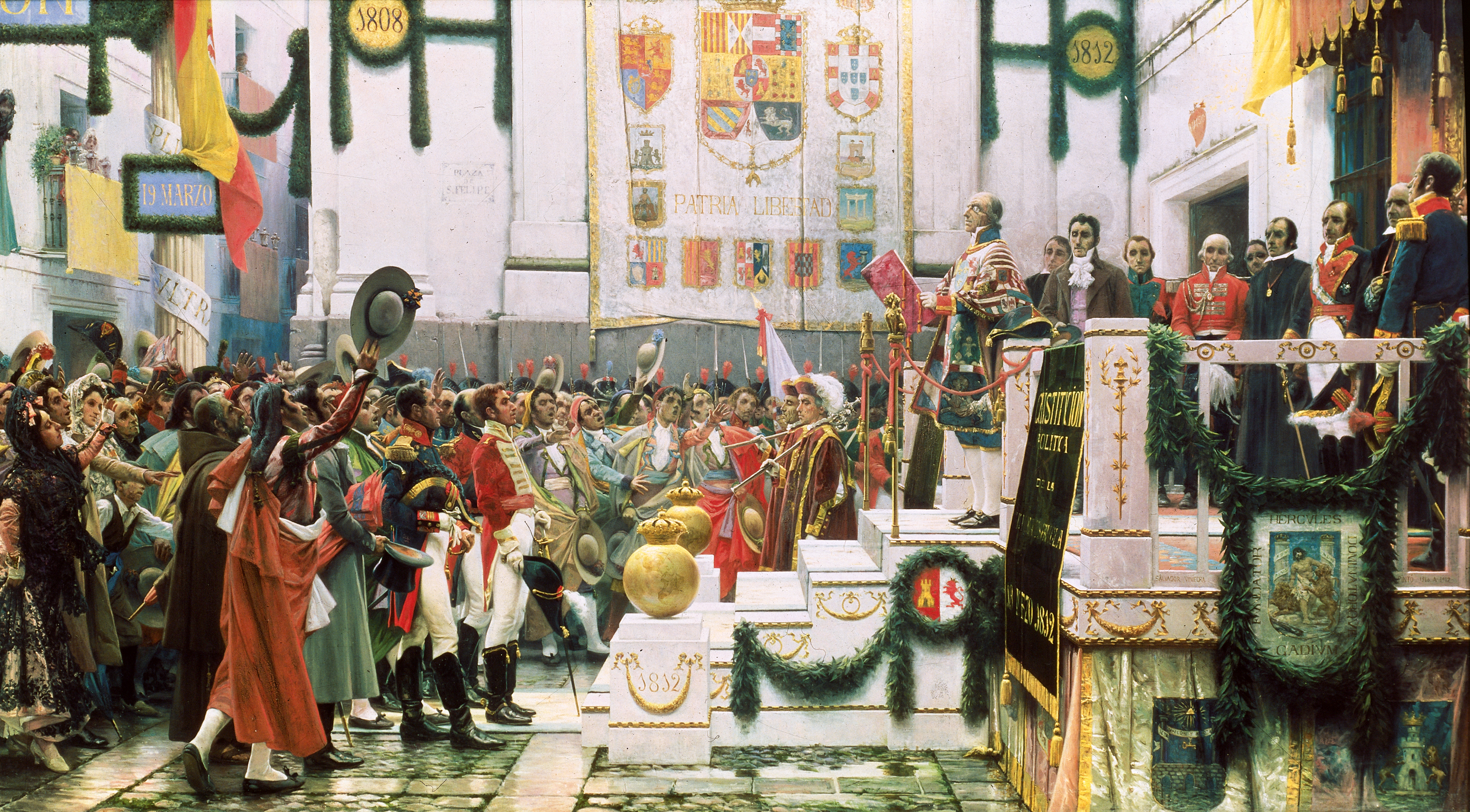
Aprobación de la Constitución de 1812 por las Cortes de Cádiz, en una obra de Salvador Viniegra conservada en el Museo de las Cortes de Cádiz.

- En la Quinta, se propone que el nombramiento del cuerpo del Tribunal sea hecho por medio de Comayagua y no Guatemala para toda la Capitanía. "Quinta: La elección de sus individuos pertenecerá en primera creación al Ayuntamiento de la capital de Comayagua, consultándolos a la Regencia para su aprobación."
  - La comisión no consideró conveniente esta medida pues siendo los mineros quienes tendrían que soportar el establecimiento del Tribunal, se les privaría se la satisfacción y derecho de elegir a sus gobernantes como ya estaba estipulado para la elección de Diputados y Jefes de minería. Se estimó conveniente mantener lo dispuesto en la ordenanza Novohispana, donde el Gobernador y Capitán General disponían de los representantes nombrados por los mineros para cada Real de Minas con una cantidad determinada según el número de contribuyentes.
- La Sexta, consiste en que el Tribunal pueda proponer variaciones a la ordenanza del Tribunal de Minería, según las condiciones locales. "Sexta: El tribunal propondrá las variaciones que deban hacerse en la ordenanza, con relación a las circunstancias locales."
  - La comisión consideró esta solicitud era muy bien fundada y que así como se había hecho en el Perú se hicieran los ajustes pertinentes de acuerdo con el panorama local.
- La Séptima y Octava, se resume en que las autoridades del Imperio presten especial atención y les brinden seguridad a los mineros ante ataques del Jefe de Provincia o cualquier autoridad civil o militar, y que si se llegasen a dar injusticas, les caiga a los culpables de abuso de autoridad todo el peso de la ley. "Séptima: Las autoridades prestarán toda la protección a los mineros, que les dispensan las leyes. Octava: Los jefes de provincia, y cualquiera otra autoridad, así civil como militar, que infieran violencia al minero, o no le amparen, sean     castigados con todo el peso de la ley, extendiéndose este concepto, no solo a los ultras infractores, sino también a las causas pendientes de esta naturaleza."
  - La Regencia informa que tales preposiciones son muy justas y que aunque ya está incluida en la ordenanza no está de más vigilar que preste atención especial y estrecha a estos casos. La comisión secundó aquello afirmando que aunque las leyes ya prevean estos casos, no habrá manera que estas leyes se desacaten y por ello se habrán de publicar los decretos relativos a responsabilidades, y que no se permitirá ni arbitrariedad ni despotismo de parte de los gobernantes, ni de sus principios tan equivocados en política como separados de la justicia.
- La Novena, pide que se restituya la validez de las cartas de privilegio de los mineros, las cuales habían quedado sin efecto bajo la nueva legislación. "Novena: Los privilegios concedidos y no derogados a favor de alguno o algunos mineros, que hayan quedado sin efecto por oposición de los jefes u otra cualquiera causa, revivirán, reclamándolos los agraciados, y exhibiendo la carta de privilegio, o probándolos en forma competente."
  - La comisión juzga que no debe aprobarse esta proposición no debe ser aprobada pues va en contra de la Constitución la cual prohíbe los privilegios exclusivos a toda persona o corporación. Además en conformidad con lo que informa la Regencia, ya existen suficientes gracias que en general concede la ordenanza.
- La Décima, es relativa a que se le rebajen los cobros del quinto real a los descubridores de las minas y a los restauradores que buenamente mantengan la maquinaria necesaria para el procesamiento de los metales de las minas. "Décima: Se concederá al descubridor la rebaja en la mitad de los derechos de quintos, y al restaurador, con tal que haya plantado cuatro máquinas para triturar los metales, y mantenga los hombres necesarios al servicio de aquellas, y los utensilios al beneficio de estos."
  - La comisión se reserva a dar su parecer sobre esta proposición hasta que lo haga sobre el expediente relativo a la misma materia, que se pasó a la misma comisión por medio de los Sres. Gordoa y Maniau. Entre tanto no quedará sin premio ni estímulo la laboriosidad de los descubridores y restauradores de minas, a quienes están concedidas y señaladas recompensas en los artículos 1, 2, y 6 además de otros del Capítulo 6 de la Ordenanza.
- En la Undécima y última proposición, el diputado Morejón proponía el establecimiento de un Banco de avíos y un subsidio de 200,000 pesos fuertes para la activación de las industrias en especial orientados a la minería que tanta ganancia le iba a generar a la provincia. "Undécima: Se establecerá un Banco de avíos y premios,de doscientos mil pesos fuertes para habilitación de mineros."
  - La regencia juzga que en Guatemala, donde la acuñación de moneda es tan escasa, no es posible que pueda rendir para sostener el Tribunal y llenar al mismo tiempo los demás objetos propuestos, añade que no encuentra manera de aumentar los fondos sin gravarles impuestos a los mineros, puesto que del Erario no es posible hacer una anticipación de recursos, entonces le pide al Diputado Morejón que por su experiencia formule una posible solución a este problema para poder aplicarla en Honduras y si es posible en demás provincias. Por su parte la comisión reconoce las cualidades que justamente le atribuye la regencia y añade que para asegurar el acierto de tan delicado como importante asunto, se le diga por medio de la Regencia al Gobernador y Capitán General de Guatemala que acuerde con la diputación provincial y con el cuerpo de mineros que es el inmediatamente interesado que propongan los medios con que acopiar el fondo del Banco de avíos, que es la primera operación y la base sobre que ha de subsistir tan útil establecimiento.[4]

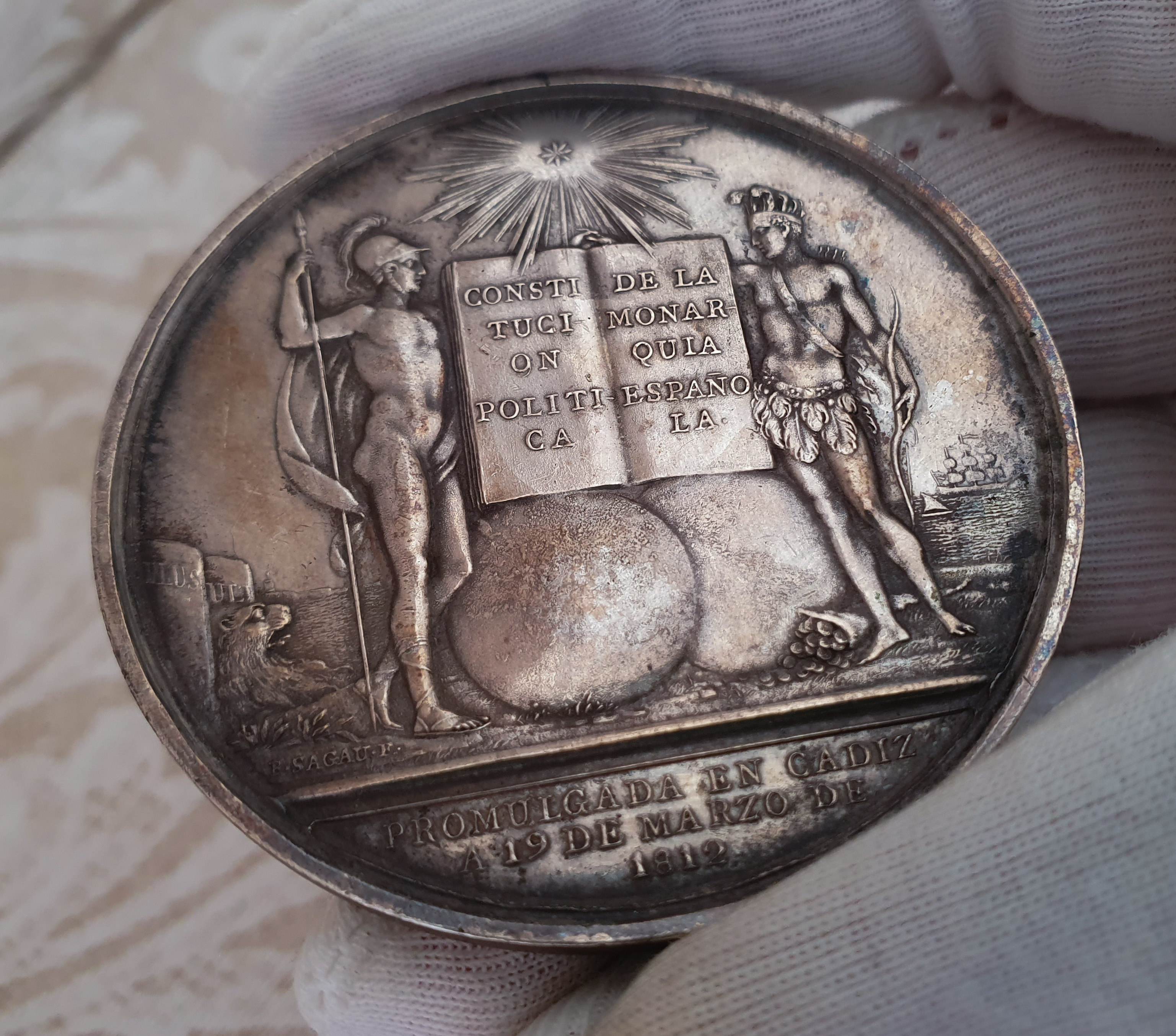
Reverso de la Medalla entregada a los Diputados de las Cortes de Cádiz; Se observan las Columnas de Hércules en la izquierda inferior, el León de Castilla y León, se divisan naves en el mar del horizonte simbolizando los Territorios de Ultramar, una Cornucopia con monedas de oro desbordándose de ella, una alegoría a el Dios Romano Marte representando a España "La Vieja" y una figura de un Indígena representando el Nueva Mundo, cada uno con un globo mostrando su lado del mundo y ambos con las manos entrelazadas mostrando la Constitución de Cádiz iluminada por una estrella radiante.

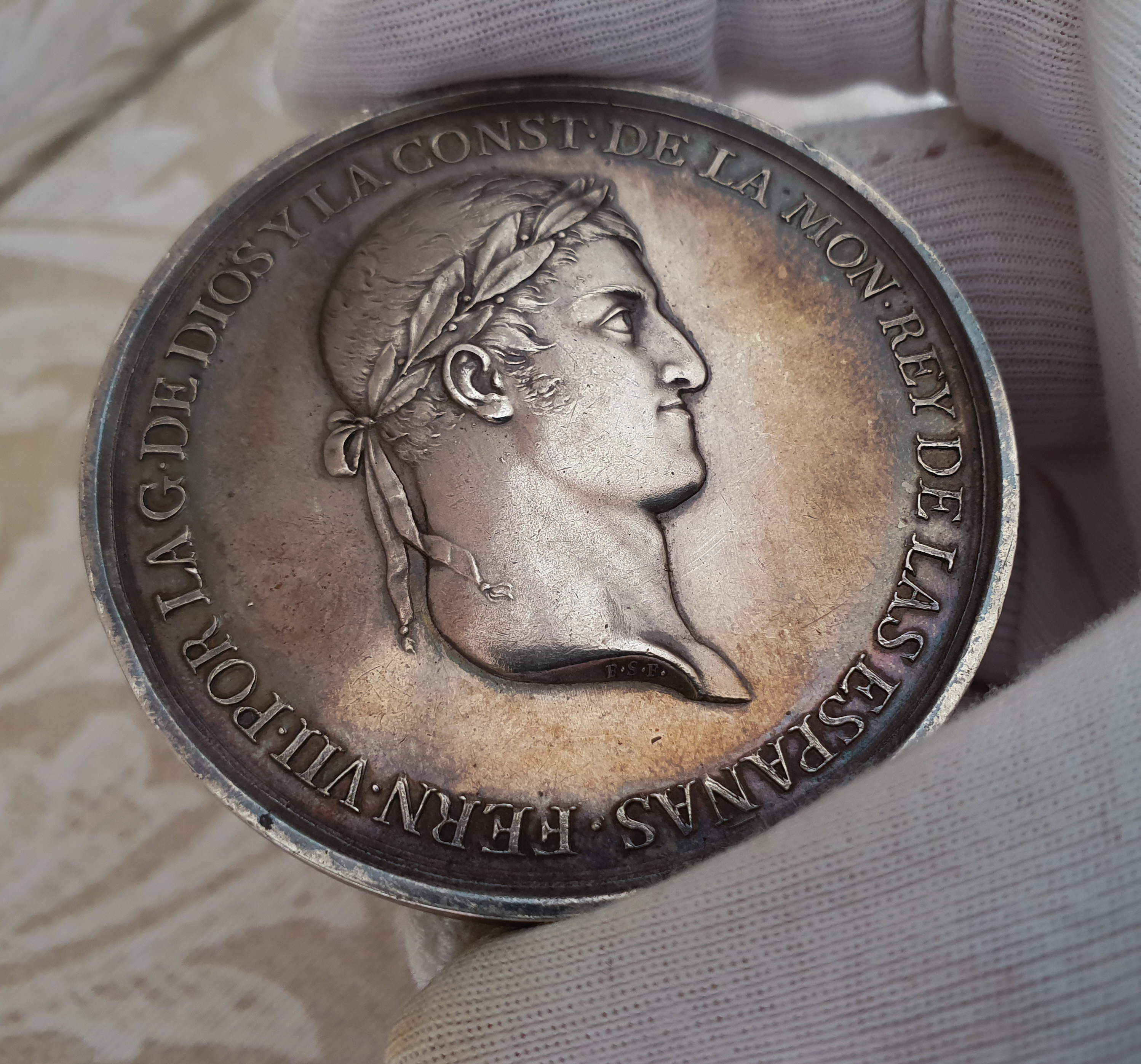
Anverso de la medalla entregada a los Diputados de las Cortes de Cádiz, muestra la efigie de Fernando VII por quien las cortes habían sido proclamadas en vista de su presunto cautiverio a manos de Napoleón. La leyenda reza "FERN.VII.POR.LA.G.DE DIOS Y LA CONST.DE LA MON. REY DE LAS ESPAÑAS" - Fernando VII por la Gracia de Dios y de la Constitución de la Monarquía. Rey de las Españas.

Ante la resolución alcanzada para la primera proposición el Sr. Morejón se mostró sumamente insatisfecho y se pronunció al respecto:
"Señor, no sería extraño que las proposiciones que en la ocasión presente ocupan la atención de V. M., ofrezcan alguna contradicción con el texto y sentido de la Constitución y decretos de V. M.; pues que mis proposiciones precedieron a aquella, y son muy posteriores a muchos de estos; más no es de este género la que en el día de hoy es objeto de discusión. Por ella se pretende que los puertos de Trujillo y Omoa queden como antes bajo el inmediato conocimiento de los gobernadores de Comayagua.
Estos puertos distan de aquel partido 40 o 50 leguas, cuando de Goatemala 200 y más. No necesitaría yo usar otro argumento que enunciar sencillamente una verdad tanto más irresistible y vigorosa, cuanto más sujeta al examen de los ojos, y más demostrable por las cartas geográficas, y señaladamente por un croquis que al intento tengo en mi poder; y si es así, convencen otra verdad; a saber: que se consultaría mejor a la prosperidad de los puertos si su jurisdicción fuese más bien que del capitán general de Goatemala de los gobernadores de Comayagua, quienes podrían reconocer por sí mismos las dolencias de los pueblos, y aplicar el remedio oportuno. A este objeto es sin duda encaminada la obligación que impone la ordenanza de intendente a los gobernadores de visitar sus partidos; y siendo este un deber primario en ellos viene a convertirse en obligación de pequeño interés en manos de un Capitán General, empleadas en asuntos de más urgente necesidad: es decir que, no teniendo la carga de visitar los pueblos, ha de deferir ciegamente a las relaciones que, viciadas o pervertidas, lleguen a sus oídos. ¡Desgraciados hombres que siempre se verán burlados en los deseos del acierto; pero aún más desgraciados los pueblos que hayan de sufrir los errores de aquellos! Un solo decir precipita en la miseria a los pueblos; una serie de providencias justas y acertadas a veces no ha podido reparar los males de un desacierto.
No obstante estas razones, todavía la Regencia duda de su fuerza, y a todo trance se empeña en sostener el violento sistema que se estableció con respecto a aquellos puertos; fundado S. A. en el informe del Capitán General de Goatemala, que aseguraba eran muchos los abusos que se cometían por los gobernadores de Comayagua, añade que desde que su jurisdicción se cometió al Capitán General Gonzalez Saravia, había hecho este ahorros considerables, y había promovido los adelantamientos de los puertos en todos los ramos. Preciso es, Señor, que yo desvanezca argumentos tan miserables, y que no traen otra recomendación que ser usados por la Regencia.
Si es cierto que el abusivo manejo de los gobernadores dio lugar a privarles del conocimiento y jurisdicción de estos puertos, ¿Por qué se conservó en su destino a aquellos? ¿Por qué no los juzgó la ley? ¿Y por qué antes de despedazar y subvertir el sistema bien ordenado, que la misma naturaleza había delineado, no se arroja al criminal y se sustituye por un hombre más celoso de los intereses que se le confían? O está vinculado el delito en los gobernantes de Comayagua, o no hubo razón para no elegir los remedios análogos a la santidad de las leyes y máximas de la política.
Pero a Saravia se encargó el establecimiento de nuevas colonias en Truxillo y Rio Tinto; hizo ahorros considerables. La contestación la hallará V. M. en un hecho histórico; sí, lo publicaré delante de V. M. y d la faz de la Nación; no permitiré que Saravia ciña laureles indebidos a su frente; busque en otra parte méritos que lo recomienden, y no los demande de la ajena desgracia. Oiga V. M. con dolor desenvueltos misterios fúnebres.
Rio Tinto fue uno de los lugares designados para estas colonias; naciente y flaca, como era, no podía sostenerse entra las incursiones y correrías de los pueblos bárbaros de zambos que la circundan; el medio de las armas pareció aventurado é insuficiente, y así se apeló al que suelen acudir los débiles, las dádivas; a este intento se construyeron almacenes provistos, no solo para satisfacer las necesidades de aquellos naturales, sino también de todo aquello que ha introducido el lujo en las ciudades para aumentar los placeres. Los almaceneros o administradores estaban encargados de dar una ración diaria de los artículos depositados a cada individuo que la pidiese. Aunque los deseos de los zambos estuviesen limitados por sus necesidades, su número hacía crecer los gastos efectivamente contra la Hacienda pública; más no era esto solo, Señor, lo que pesaba tan enormemente sobre los bienes de la Nación; el no estar los administradores sujetos a cuenta y razón, porque no lo estaban obligados a exhibir recibos de los pagos efectuados, era una fuente de dilapidaciones y robos, por la que se distraían impunemente los intereses del Estado. Tales fueron los beneficios que por algún tiempo gozaron los zambos de la generosidad española, y no de su política; pero mal aconsejados se arrojaron sobre la miserable colonia, y con su propia espada cortaron la mano que les prodigaba tamaños bienes; la colonia se disipó, y con ella se disiparon los gastos que la acompañaban.
He aquí el ahorro en los establecimientos coloniales y puertos. Los restos que se salvaron de la cuchilla de los zambos cayeron en manos de malos médicos, que consumaron el sacrificio en Trujillo. He aquí concluido el objeto porque se dieron los puertos al Capitán General de Goatemala.
Si este no merece pasará la posteridad con los encomios que ha querido prodigarle la Regencia por el respecto enunciado, aún está más distante de tener derecho a los que le tributa por la perfección de las obras que se dice ha promovido.
Dos son las clases de obras en las sociedades; una de aquellas cuya utilidad se extiende sólo a una familia, y que los esfuerzos de una solo las puede llevar a cabo: de este orden son las casas, siembras, molinos, talleres y algo más que la necesidad o el lujo haya introducido; y si algo de esto se encuentra en Trujillo, es porque en Trujillo se encuentra algo que se parezca a hombres en sociedad; y esto que no se niega a los brutos buscar sus comodidades, abrigarse contra el rigor de las estaciones, construir casas, puentes, etc., como se nos asegura del castor, se pretende que en Trujillo se deba a los esfuerzos del ingenio y talentos de Saravia. No Señor, no es justo degradar así a la especie humana; busquemos en las obras de la segunda clase, la mano de la política: habló de las obras de utilidad común que no alcanzan los afanes de un solo hombre. Los hombres no osan hacer frente a grandes riesgos cuando no les es conocida su utilidad: cuando otros han de gozar los sudores de sus fatigas, y contentos con los objetos que tienen a la vista, a estos limita sus deseos; es preciso que el Gobierno, que veé a más distancia, y que como centro de unidad puede enlazar la voluntades, empeñe las virtudes del hombre á grandes empresas, no solo acercando a sus ojos los más remotos bienes, sino que facilita los medios para el goce de aquellos, haciéndoles cooperar al mismo intento; pero en vano se buscan rastros de esta política en los puertos enunciados de Trujillo y Omoa; abandonados a sus propios esfuerzos hacen allí cien hombres una residencia pasajera mientras que la sed del oro puede equilibrar los males a los que los sujeta la malignidad del clima, un suelo mortífero, y el contagioso veneno que revolotea alrededor de la existencia de sus colonos.
Esta es la exacta pintura de Trujillo, y a un golpe de vista saltan las reflexiones que dejo apuntadas, y la debilidad de las que aduce la Regencia en contrario. La comisión en su dictamen reconoce esta verdad; pero le da un giro pugnante con ella misma, y nada conforme a los intereses de mi partido; pues que pretende que la Diputación provincial que ha de residir en Goatemala resuelva el punto en cuestión. Algún examen necesita la opinión de la comisión, y yo lo haré con brevedad.
Los intereses de las capitales están en continua oposición con los de los partidos adyacentes: la propensión de defraudarse y oprimirse estos y aquellos es recíproca; más el vencimiento y superioridad favorece siempre a las capitales, porque el brazo del Gobierno las auxilia en la lucha; verdad es esta confesada en otros términos por el Sr.Larrazabal, y verdad que cuanto yo reproduzco a nadie debe ofender, antes bien debe excitar a los que estén en el caso , a la generosidad con los vencidos; más ello es cierto que esta influencia existe, y V. M. no debe apartar los ojos de este objeto al dictar sus soberanas providencias. La comisión da lugar al ejercicio de tal influencia; influencia que importa nada menos que la tiranía interior: mal funesto, que para ahogarlo no basta el equilibrio de fuerzas; preciso es que haya una inclinación en favor de los pueblos que hasta ahora fueron oprimidos. Mas ¿Qué podrá decir la Diputación provincial en la actual cuestión? La cuestión es arrancar de Goatemala las usurpaciones de los puertos hechas contra la legítima posesión de Comayagua. La Diputación ha de resolverlo. La Diputación residirá en Goatemala: estas simples reflexiones harán conocer a V. M. cuál será el resultado de las decisiones de la Diputación provincial.
Señor, ya es justo que concluya en obsequio de los grandes negocios que rodean a V. M. El número de pueblos que yo represento hallará motivo de queja en la pretensión de argumentos que he podido exponer; pero algo se ha de dejar a la meditación de los Sres. Diputados y a su propia reflexión; las que yo he alegado son a mi juicio poderosas, y por sí solas bastantes para desestimar el dictamen de la comisión, y aprobar la proposición como originalmente la presenté á V. M."
Ante tal presentación por parte del Sr. Morejón se procedió a dar dictamen relativo a esta primera proposición de evidente y marcada relevancia para el diputado y su provincial; Como producto de la votación se aprobó el dictamen favorablemente para la Primera proposicón del Diputado Morejón tal y como la presentó. Oficialmente los puertos de Omoa y Trujillo así como la Isla de Roatán volvían a estar bajo el control de Comayagua mediante la resolución oficial del 4 de agosto de 1813.
Con respecto a las demás proposiciones, se remitieron a discusión con normalidad.
El Sr. Morejón más adelante realizaría otras importantes peticiones ante las Cortes, como que las rentas pertenecientes a la silla suprimida de la abolida Santa Inquisición se usarán para impartir cátedras de filosofía, derecho canónico y derecho civil, estableciéndose estas clases en la capital del obispado de Comayagua.

#### La Picota de Comayagua

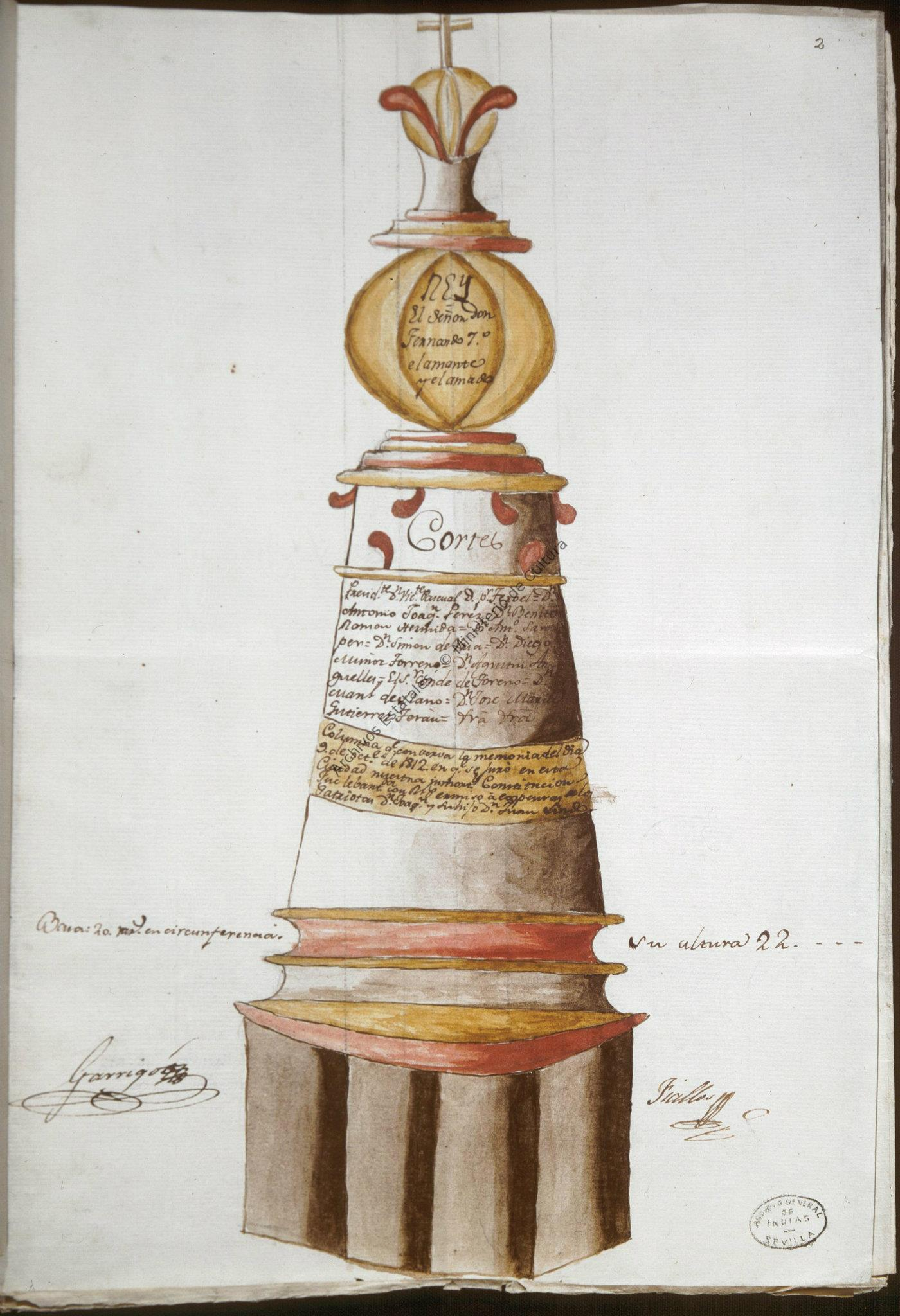
Pergamino original del diseño para el monumento a la Constitución de Cádiz de 1812 se encuentra fechado el 21 de noviembre de 1820 y se conserva en custodia del Archivo General de Indias en Sevilla. "Es una columna de base octagonal del orden jónico adelgazado y adorna en su parte superior con hojas acanto talladas en piedras de color rojo y rematada con una corona imperial. De influencia neoclásica." Juan Lindo.

El día 16 de junio de 1813 las Cortes mandaron a hacer mención pública de un aviso que el ayuntamiento de la ciudad de Nueva Valladolid de Comayagua daba al Sr. Diputado D. José Francisco Morejón, de haberse levantado en la plaza de la Constitución de dicha ciudad, un monumento que expresaba más que el nombre de la plaza de la Constitución, sino también el día en que se promulgó en ella la constitución de Cádiz en Comayagua, que fue el 9 de octubre de 1812; Todo lo cual oyó el Congreso con particular agrado.
 

Esta iniciativa surge del decreto del 14 de agosto de 1812 de las Cortes de Cádiz donde se enuncia lo siguiente:
“Las Cortes generales y extraordinarias queriendo fijar por todos los medios posibles en la memoria de los españoles la feliz época de la promulgación de la Constitución política de la monarquía, decretan: que la plaza principal de todos los pueblos de las Españas, en la que se celebró y se haya celebrado ya este acto solemne, sea denominada en lo sucesivo plaza de la Constitución, y que se exprese así en una lápida erigida en la misma al indicado objeto”.
Ante este decreto fue Juan Nepomuceno Fernández Lindo y Zelaya quien tomó la iniciativa como Capitán del Cuerpo de Voluntarios para solicitar la autorización y financiación para la construcción de tan importante monumento. La solicitud fue presentada en el cabildo abierto de 9 de octubre y resultó en una financiación conjunta entre vecinos y las autoridades de Comayagua para la construcción de un obelisco enfrente de la Iglesia de la Merced que conmemorace la Constitución de Cádiz, que había sido recibida con gran júbilo en Comayagua.  

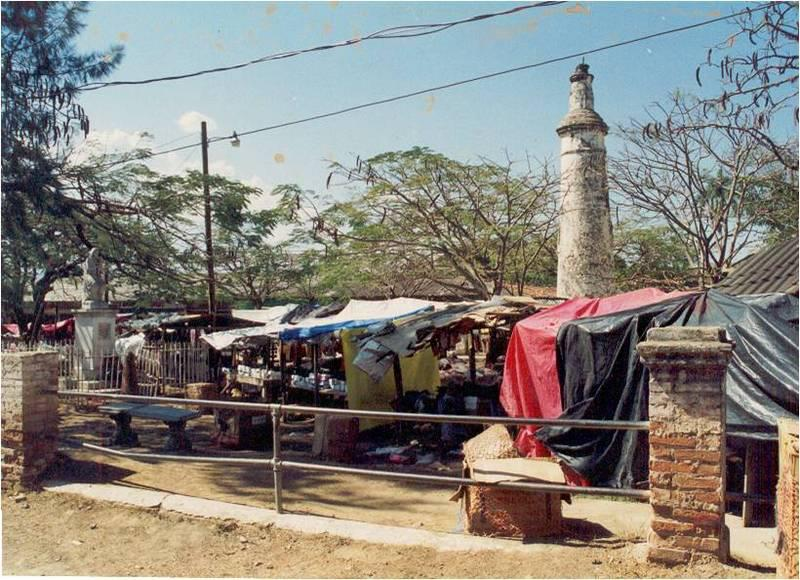
La Picota en Ruinas atrás del Mercado de la Merced en Comayagua.

Este monumento, luego de los hechos de la independencia, según aparece retratado en la revista estadounidence "Harper's New Monthly Magazine"con un artículo atribuible a Ephraim George Squier, producto de su visita entre 1850 y 55, donde según muestra la ilustración pasó a llamarse "Monumento a la Independencia" y que quedó en ruinas con el pasar de los años, oculto entre las carpas del mercadillo rudimentario de La Merced. Actualmente el Monumento a la Constitución de Cádiz, ahora también simplemente conocido como "La Picota", se encuentra restaurada, aunque con evidentes elementos restantes que con mucha dificultad podrán ser recreados, puesto que su pintura original fácilmente sucumbió a la intemperiey el tiempo, y los elementos metálicos que la componían parecen haber sido retirados mucho antes que el Sr. Squier la retratase. 

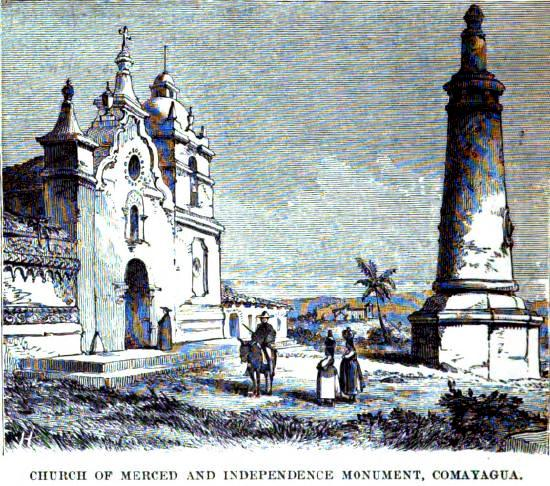
Monumento a la Constitución de 1812 retratada por Squier como "Independence Monument".
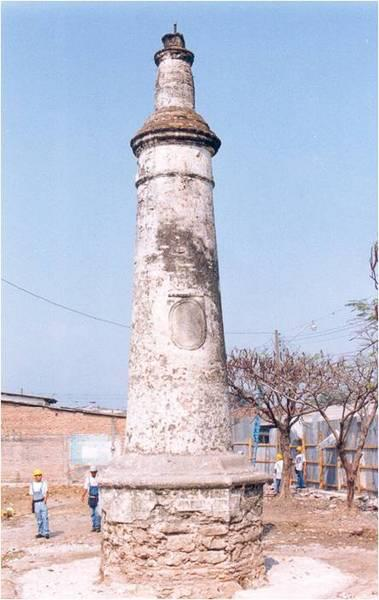
Monumento de Comayagua a la Constitución de Cádiz de 1812 en Ruinas.
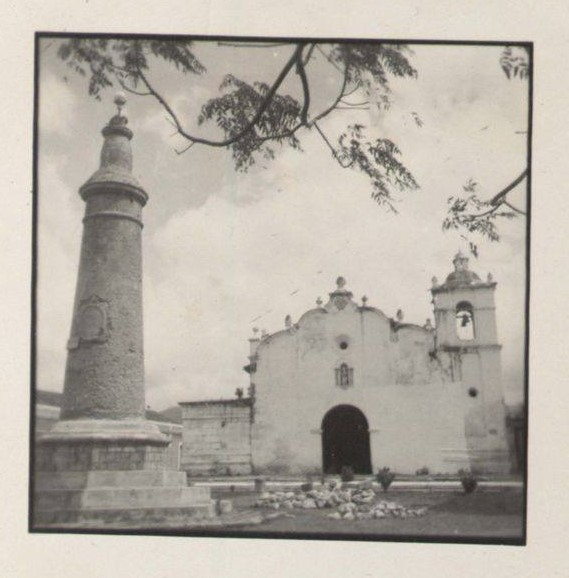
Monumento de Comayagua a la Constitución de Cádiz de 1812 frente a La Merced
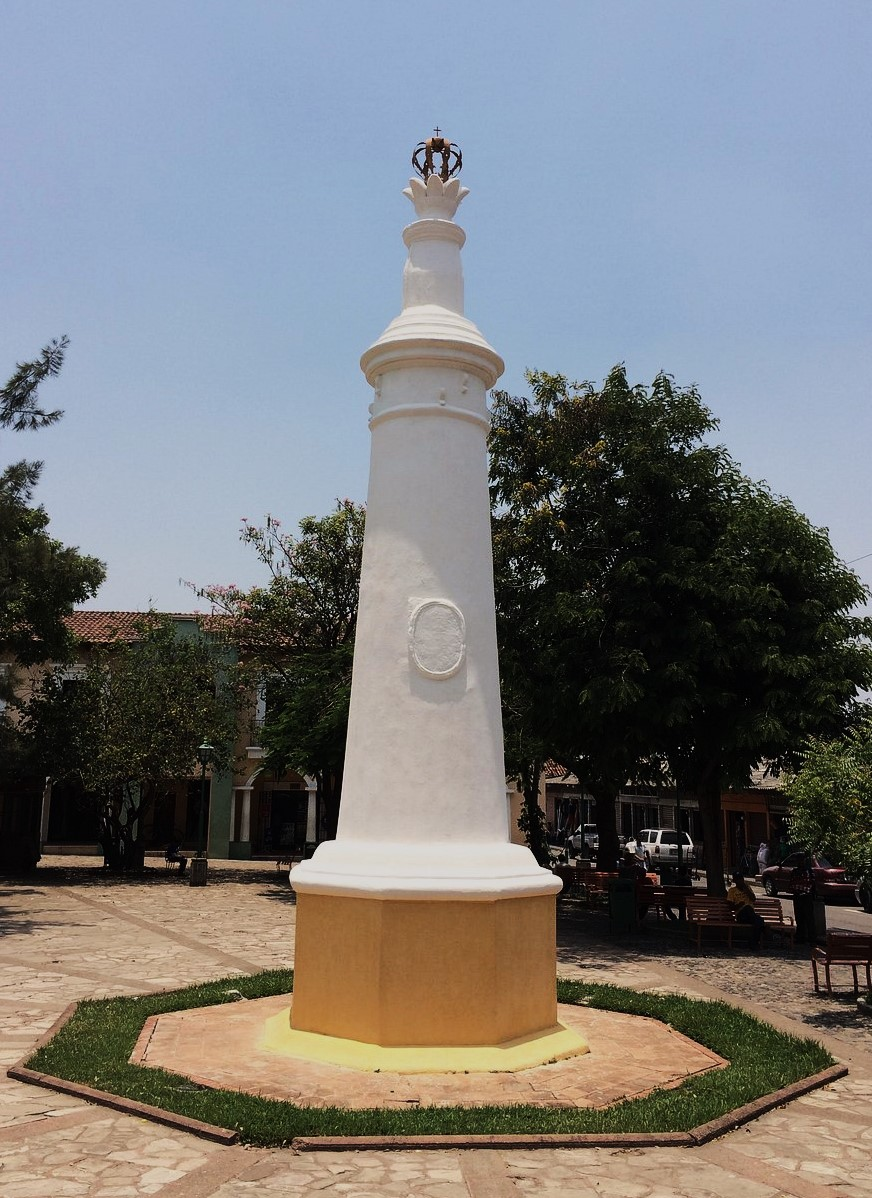
Monumento de Comayagua a la Constitución de Cádiz de 1812 hoy en día.

### Después de las Cortes de Cádiz
El 10 de abril de 1813 es electo José Santiago Milla para representar a Honduras junto con el diputado Morejón, la nueva encomienda era utilizar el mismo argumento de la distancia de los puertos para justificar un cambio político, la petición que al jefe de la provincia de Honduras se le dé el cargo de Capitán General y Vicepatrono efectivamente deslindando a la provincia de Honduras del control de la Capitanía general de Guatemala. Pero el diputado Milla llegó a la península hasta 1814 cuando las Cortes de Cádiz ya habían sido disueltas por Fernando VII en el poder. La mayoría de diputados estaban presos aunque Morejón parece haberse salvado de tal destino, quizá por alguna recomendación de algún funcionario cercano a la corona, por su estatus de noble o por alguno de sus familiares que servían como militares en Cádiz a la llegada de Fernando VII. Es remarcable que el nombre del Sr. Morejón no se encuentra entre los diputados absolutistas que firmaron el Manifiesto de los Persas el 12 de abril de 1814.  
A pesar de todo esto, es posible que con ayuda de José Francisco Morejón, Santiago Milla logró entrevistarse con el ministro de Indias, el Sr. Don Miguel de Lardizabal que en reunión con Milla el 7 de julio de 1814 acuerdan que en efecto, fueron justas las peticiones hechas por el diputado Morejón en las Cortes de Cádiz y que le habría de hacer la petición al Rey Fernando VII de mantener ésta resolución de las Cortes. Sin embargo, la principal encomienda de Milla no fue posible realizarla, ya que no fue vista favorablemente la creación de una Capitanía General de Honduras, y ya sin el apoyo de las cortes, difícilmente se podría concretar esa iniciativa. En lo pertinente a la permanencia de la resolución en los puertos de Trujillo y Omoa la respuesta fue favorable por el Rey, pero se debió volver a decretar la resolución ya fuera de las cortes el 31 de julio de 1816.
Luego de la disolución de las cortes el diputado Morejón es trasladado de cargo por Real Orden del 17 de junio de 1814, ya no como diputado, pero sí, proponiendo reformas jurídicas al Rey Fernando VII en lo que concierne a la provincia de Honduras y por Real Orden del 18 de julio de 1814 se le asignó un salario mensual de 1,500 Reales mientras se le coloque en otro destino.  
En 1817 aparece la relación de méritos de José Francisco Morejón donde se expresa que para 1816 ya estaba estudiando Botánica en el Jardín de la Corte. Así mismo expresa que para el 1 de octubre de 1816 estaba participando en lecciones de física y química. Además, que se dispuso a estudiar los idiomas francés e inglés. 
En la sesión de la Real Sociedad Económica Matritense de Amigos del País celebrada el 22 de marzo de 1817 fue admitido como miembro de dicha corporación y en la del 7 de julio fue nombrado vocal de la Junta de Ordenanzas Gremiales, más tarde la Real Sociedad Patriótica de Córdoba y su Reino le nombró socio el 14 de noviembre de 1817.  
Desde 1819 empezó una carrera como abogado en la península realizando labores como tal, en la Real Chancilleria de Granada hasta llegar a ser ministro de la Suprema Corte de Justicia de España antes de su retiro en 1855.  
La jubilación del Sr. Morejón se debió a un conjunto de situaciones como expone en su carta de solicitud de Jubilación como ministro del Supremo Tribunal dirigida a Su Majestad la Reina Isabel II, fechada el 20 de septiembre de 1854 donde expone que su jubilación se debe a que tenía que atender a cuestiones familiares, como lo era ayudar en la curación de un mal crónico que padecía su hija y además de esto una cantidad de achaques que él mismo decía padecer por su edad.Su solicitud fue aprobada y para el 2 de marzo de 1855 se firma su  jubilación con un sueldo y honores.  

### Resumen de los cargos que desempeñó
Algunos de los cargos que ostentó durante su vida fueron los siguientes:
- Bibliotecario de la Universidad de San Carlos de Guatemala.
- Diputado de la Provincia de Honduras en las Cortes de Cádiz, como Diputado     propietario en las extraordinarias y como Diputado suplente en las ordinarias. (1810-1814)
- Abogado de las Reales Cortes de Granada. 16 de octubre de 1819.
- Juez de la Corte de Mallorca. 16 de enero de 1820.
- Ministro de la Corte de Valencia. 13 de junio de 1835.
- Regente de la Corte de Zaragoza. Regente de la Corte Regional de Granada. 15 de     octubre de 1836.
- Regente de la Corte Regional de Sevilla. 5 de septiembre de 1837.
- Regente de la Corte de Cáceres. 15 de diciembre de 1843.
- Regente de la Corte Suprema de Madrid. 22 de octubre de 1845.
- Ministro de la Suprema Corte de Justicia de España o Tribunal Supremo Español (1850-1854).

Se retiró del ejercicio profesional por Decreto Real del 2 de marzo del año 1855.